# Хогербетс, Ромбаут
Ромбоут Хогербетс (24 июня 1561, Хорн — 7 сентября 1625, Вассенар) — голландский юрист и государственный деятель. Был осужден за государственную измену вместе с Йоханом ван Олденбарневельтом, Гуго Гроцием и Жилем ван Леденбергом во время политического кризиса 1617—1618 годов и приговорён к пожизненному заключению. Разделил заключение в крепости Лувестейн с Гроцием.

## Биография
Хогербетс был сыном Дирка Хендрикса, врача и бургомистра Хорна. В семь лет он вместе со своими родителями отправился в ссылку в Везель, потому что они подвергались преследованиям со стороны Кровавого совета Альбы . Посещал латинскую школу в Везеле. Он изучал право у Донелла и получил степень доктора права в Лейденском университете в 1584 году. Уже в 1590 году был назначен пенсионером города Лейдена и секретарем Попечительского совета Лейденского университета. Он оставил эти посты, когда был назначен судьей в Hoge Raad van Holland en Zeeland (верховный суд провинций Голландии и Зеландии) в 1596 году. Как hoofdingeland (член правления) Дренажного округа Северной области Голландии он принимал активное участие в осушении озера Бемстер около 1605 года. В 1611 году был членом дипломатической миссии Генеральных штатов в качестве посредника между Данией и Швецией в Кальмарской войне (которая нанесла ущерб голландской торговле). 8 декабря 1617 года он снова был назначен пенсионером Лейдена, и поэтому оставил своё место в Hoge Raad.
Хогербетс женился на Хиллегонде Вентцен в марте 1591 года. В браке родились сын и пять дочерей.

## Арест и суд
Будучи пенсионером Лейдена, Хогербетс был глубоко вовлечен в политический кризис, охвативший режим Ольденбарневельта в 1618 году и приведший к его падению. Лейден был одним из голландских городов, регенты которого были сторонниками Ремонстрантов и агитировали за Резолюцию 1617 года, которая разрешала городским властям создавать частные армии, называемые waardgelders. Контрремонстранты, выступали против этого, и штатгальтер Мориц Оранский рассматривал эту политику как вызов своему авторитету в качестве главнокомандующего армией штатов. В последовавшей за этим серии интриг с целью добиться расформирования waardgelders или предотвратить расформирование, Хогербетс вместе с Гуго Гроцием и несколькими другими регентами-ремонстрантами из Голландии в частном порядке встретился с группой единомышленников из Утрехта, во главе с Жилем ван Леденбергом для обсуждения стратегии борьбы с Морицем и контрремонстрантами 5 июля 1618 года Позже это было истолковано как заговор.
Мориц реализовал свои планы по разоружению waardgelders в Утрехте в конце июля 1618 года. Его демонстрация силы полностью запугала группу регентов вокруг Олденбарневельта, и они были готовы пойти на уступки. Тем не менее 28 августа 1618 года Генеральные штаты, через тайное голосование, большинством голосов разрешили Морису арестовать «зачинщиков» протестантов, и на следующий день Ольденбарневельт, Гроций, Леденберг и Хогербетс были арестованы и заключены в Бинненхоф.
Как гражданин Лейдена Хогербетс должен был предстать перед судом того же города или провинции. Это было гражданское право, известное как Jus de non evocando. Однако Генеральные штаты решили судить самих обвиняемых, и, поскольку у конфедерации не было собственной судебной власти, дело в конечном итоге было передано в судебную комиссию Генеральных штатов (политика, которая сама по себе не была необычной). Досудебное расследование по делу вели три фискала (прокуроры): Лоренс Силла, Питер ван Левен и Энтони Дайк.
Как опытный юрист, Хогербетс пытался воспользоваться своими законными правами в соответствии с законодательством Нидерландов. Однако ему систематически отказывали в надлежащей правовой процедуре, хотя, по всей видимости, пытки ему не угрожали, как его коллеге Леденбергу. После многих допросов и долгого ожидания (в течение которого его жене было отказано в доступе к нему, хотя ему было разрешено переписываться с ней) он, наконец, дождался своего суда 18 мая 1619 года. Несколькими днями ранее члены суда в частном порядке предложили ему помилование, но он отказался, заявляя о своей невиновности. Когда начался процесс, ему не разрешили представить свою защиту, но заставили выслушать оглашение приговора, решение по которому уже было принято. Вместе с Гроцием он был признан виновным в государственной измене федеральному правительству и приговорен к пожизненному заключению с конфискацией имущества.
Как и Гроций, Хогербетс был заключен в крепость Лувестейн. Их женам разрешили присоединиться к ним в тюрьме. Однако его жена заболела и через четыре месяца умерла 19 октября 1620 года, в свой день рождения.
Во время заключения он написал книгу по праву, озаглавленную «Korte inleidinge tot de praktyk voor de Hoven van Justitie in Holland» («Краткое введение в юридическую практику в судах в Голландии»).
В 1625 году, после смерти штатгальтера Морица Оранского его сменил брат Фредерик Генрих, и Хогербетса перевели в Вассенаар, где он был помещен под домашний арест. Скончался 7 сентября 1625 года и был похоронен в Groote Kerk в Гааге 12 сентября 1625 года.